# Dolden-Spurre
Die Dolden-Spurre (Holosteum umbellatum) ist eine Pflanzenart aus der Gattung Holosteum innerhalb der Familie der Nelkengewächse (Caryophyllaceae).

## Beschreibung

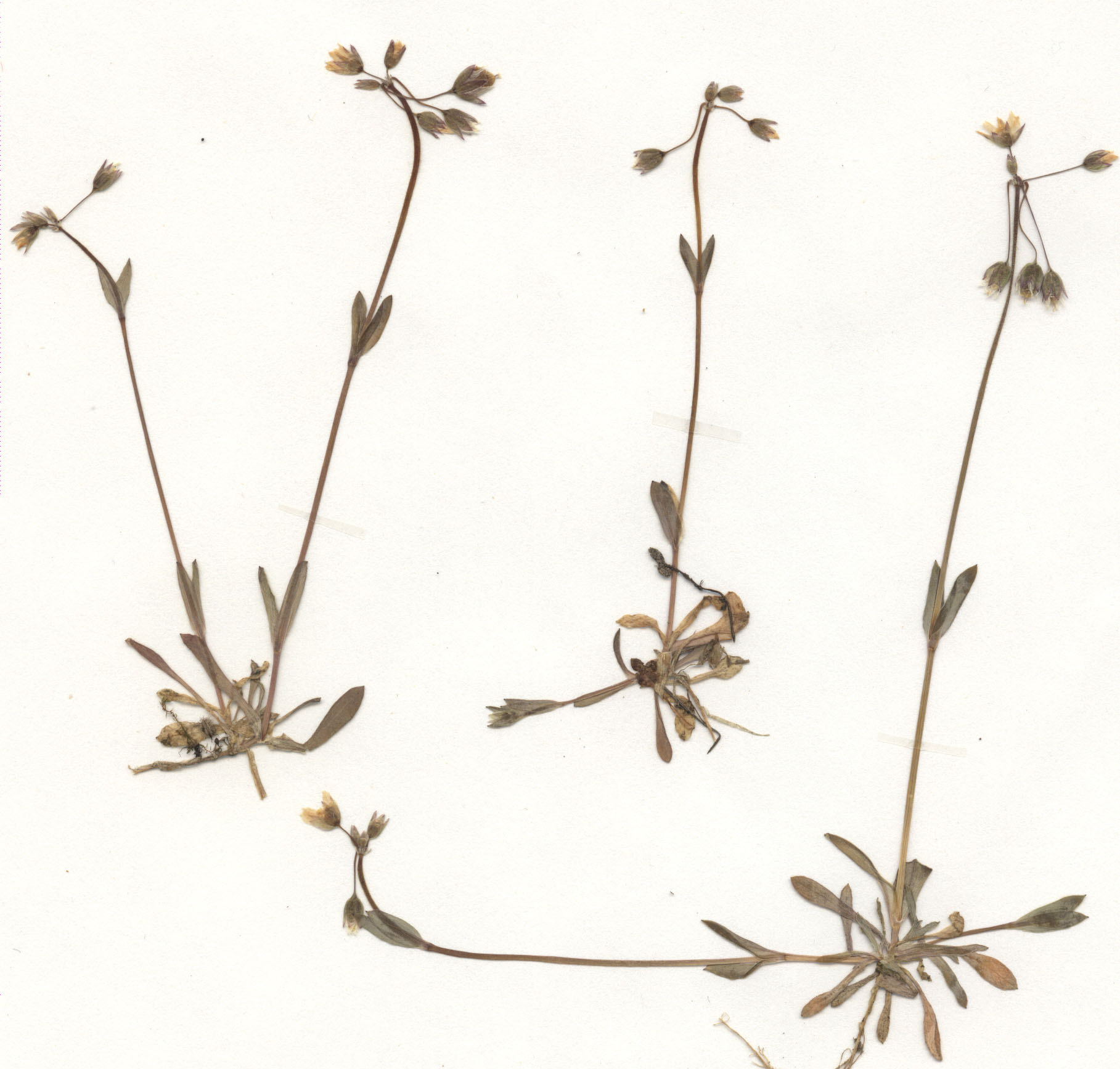
Herbarbeleg

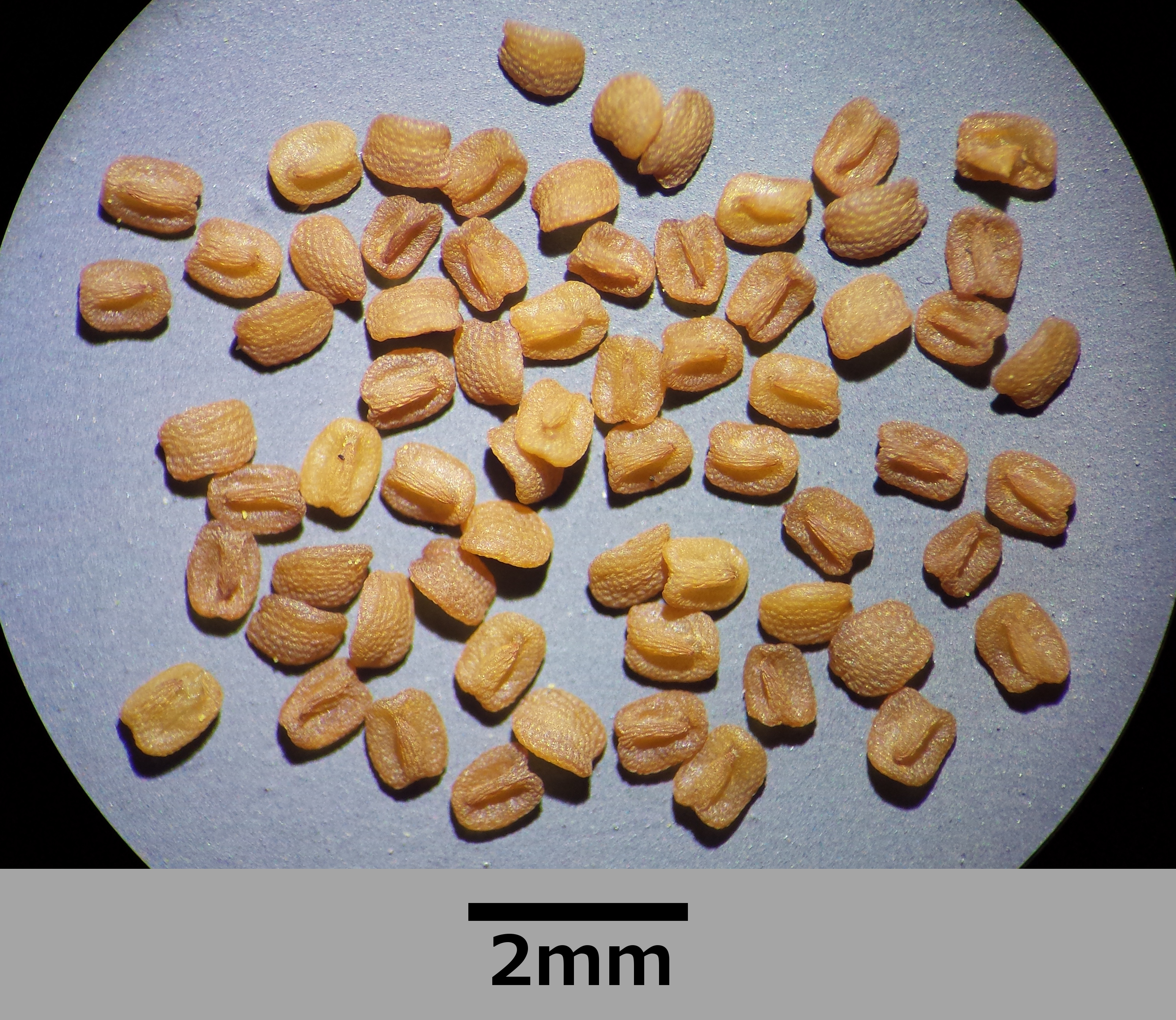
Samen

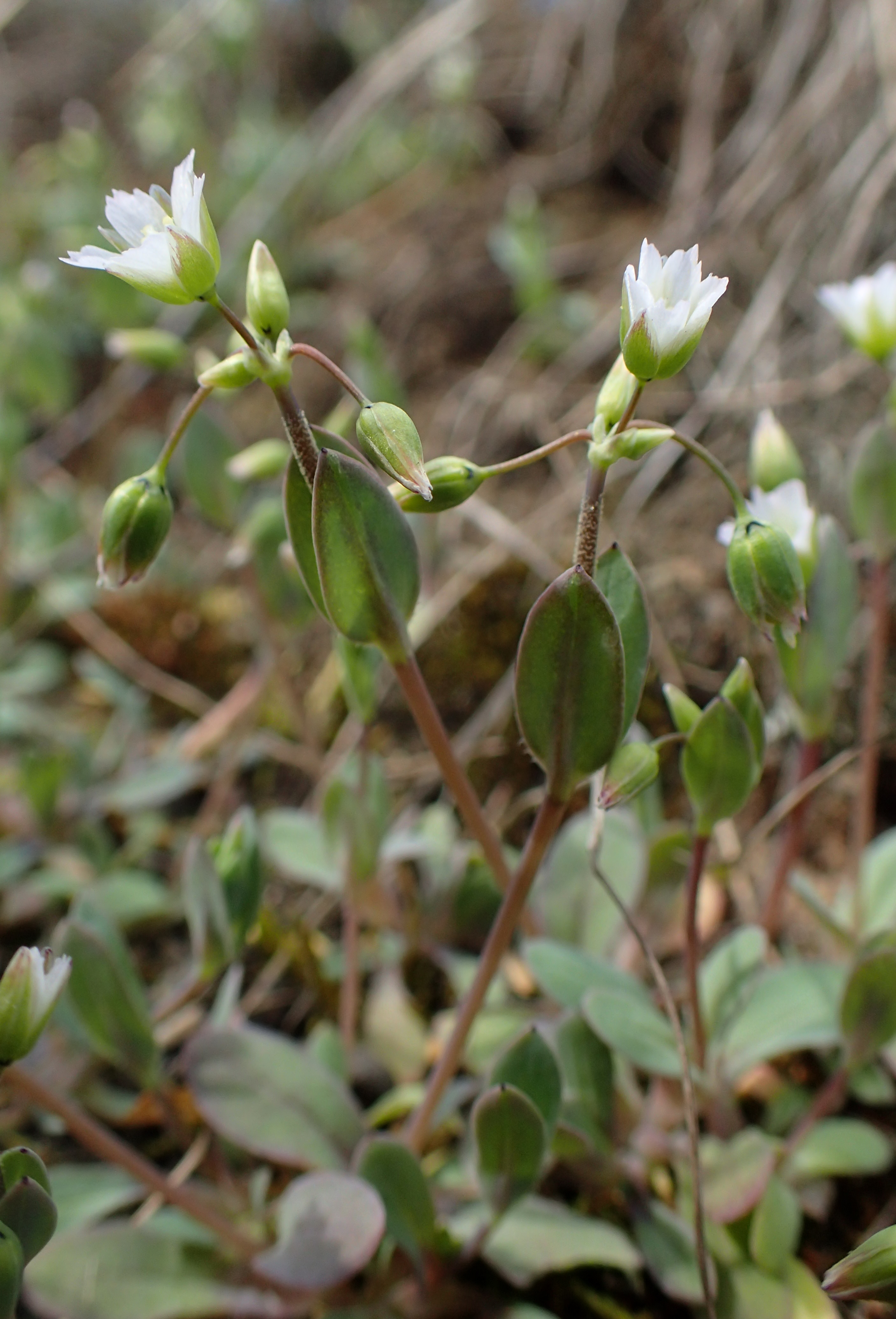
Blütenstände

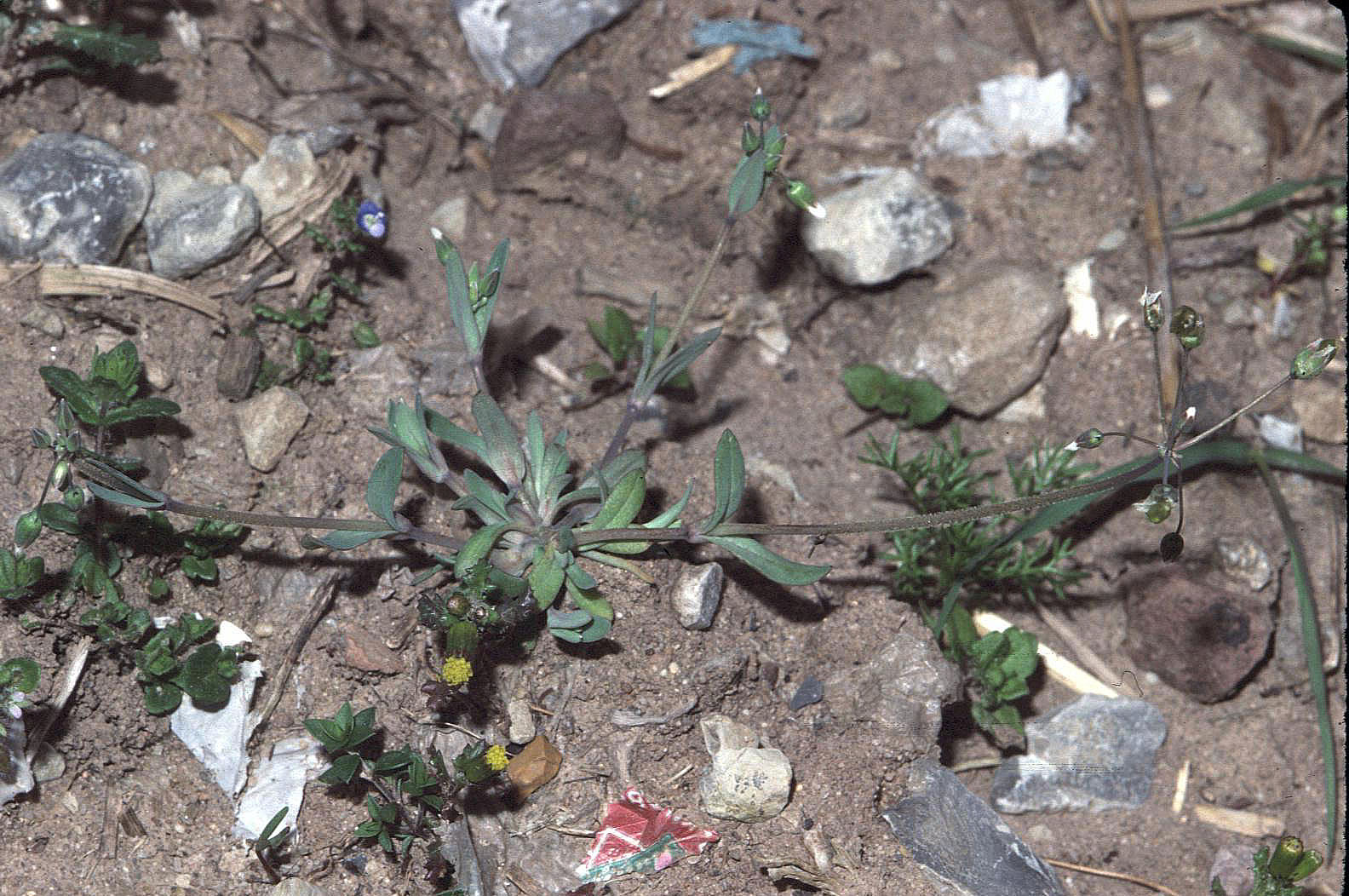
Habitus

### Vegetative Merkmale
Die Dolden-Spurre wächst als einjährige krautige Pflanze und erreicht Wuchshöhen von 3 bis 25 Zentimetern. Im oberen Teil des Stängels, manchmal sind auch alle Pflanzenteile mehr oder weniger dicht mit Drüsenhaaren besetzt. Die Stängelglieder sind nach oben stark verlängert.
Die Laubblätter sind gegenständig am Stängel angeordnet. Die einfache Blattspreite ist bläulich-grün und ganzrandig. Die oberen Laubblätter sind sitzend und bei einer Länge von 1 bis 1,5 Zentimetern eiförmig mit stumpfem oberen Ende; die unteren sind mehr oder weniger länglich.

### Generative Merkmale
Die frühe Blütezeit liegt im März und April. Die Blüten sind doldenartig angeordnet. Die ungleich langen Blütenstiele sind nach der Anthese zurückgeschlagen; zuletzt richten sie sich jedoch wieder auf.
Die zwittrige Blüte ist radiärsymmetrisch und fünfzählig mit doppelter Blütenhülle. Die fünf Kelchblätter sind länglich-eiförmig mit spitzem oberen Ende und an den überdeckten Rändern trockenhäutig. Die Blütenkrone ist weiß und oft rötlich überhaucht. Die Kronblätter sind etwas länger als die Kelchblätter und fein gezähnt. Die meist fünf, selten drei, vier oder sechs bis zehn Staubblätter sind kürzer als die Kronblätter. Der Fruchtknoten trägt drei, selten vier Griffel.
Die Kapselfrucht ist länglich-eiförmig und springt mit meist sechs nach außen gerollten Zähnen auf. Die rot-braunen Zentimeter sind etwa 0,5 Millimeter breit und mit scharfgezähnten Papillen besetzt.
Die Chromosomenzahl beträgt 2n = 20.

## Vorkommen

### Allgemeine Verbreitung
Holosteum umbellatum ist von Süd-Skandinavien bis in den Mittelmeerraum und Nordafrika verbreitet. Holosteum umbellatum kommt von Vorderasien bis Ostindien und Sibirien vor. Sie ist ein submediterranes Florenelement. Holosteum umbellatum ist in Nordamerika, Argentinien und Südafrika ein Neophyt.

### Verbreitung in Mitteleuropa
Die Dolden-Spurre ist im mittleren und südlichen Teil Deutschlands ziemlich verbreitet; im nordwestlichen und nordöstlichen Teil ist sie selten oder fehlt. Die Dolden-Spurre fehlt unter anderem auch in den Alpen. In der Schweiz steigt sie im Kanton Wallis bis in eine Höhenlage von 1980 Meter auf. In Österreich kommt die Dolden-Spurre im pannonischen Gebiet häufig, sonst zerstreut bis selten vor; die Dolden-Spurre ist dort in einigen Gebieten auch „gefährdet“. In der Schweiz ist die Dolden-Spurre in den wärmeren Landesteilen zerstreut aufzufinden.

### Standortansprüche und Vergesellschaftung
Die Dolden-Spurre wächst auf Äckern und Dünen, in lückigen Sandrasen, auf Kiesdächern und an Dämmen. Die Dolden-Spurre gedek
iht meist auf sommertrockenen, mehr oder weniger nährstoffreichen, meist kalkarmen, neutral-mäßig saueren, humosen oder lockeren, lehmigen oder reinen Kies- und Sand- aber auch Steinböden. Sie ist ein etwas wärmeliebender Sandzeiger. Die Dolden-Spurre ist in Mitteleuropa eine Charakterart der Klasse Sedo-Scleranthetea, kommt aber auch in lückigen Pflanzengesellschaften der Klasse Festuco-Brometea oder im Papaveretum argemones vor.
Die ökologischen Zeigerwerte nach Landolt et al. 2010 sind in der Schweiz: Feuchtezahl F = 1+w+ (trocken aber stark wechselnd), Lichtzahl L = 4 (hell), Reaktionszahl R = 2 (sauer), Temperaturzahl T = 4+ (warm-kollin), Nährstoffzahl N = 3 (mäßig nährstoffarm bis mäßig nährstoffreich), Kontinentalitätszahl K = 4 (subkontinental).

## Systematik
Der wissenschaftliche Name Holosteum umbellatum wurde 1753 von Carl von Linné in Species Plantarum, Tomus I, Seite 88 erstveröffentlicht.
Je nach Autor gibt es einige Unterarten:
- Holosteum umbellatum L. subsp. umbellatum: Sie ist von Europa bis Xinjiang verbreitet und kommt in Äthiopien sowie im nordwestlichen Afrika vor.
- Holosteum umbellatum subsp. glutinosum (M. Bieb.) Nyman: Sie kommt in Europa von Österreich bis Griechenland und Rumänien vor.[7]
- Holosteum umbellatum subsp. hirsutum (Mutel) Breistr. (Syn.: Holosteum breistrofferi Greuter & Charpin): Sie kommt nur in Frankreich vor.[7]
- Holosteum umbellatum subsp. klopotovii Tzvelev: Dieser Endemit kommt nur auf der Krim vor.[7]
- Holosteum umbellatum subsp. tenerrimum (Boiss.) Greuter & Burdet (Syn.: Holosteum tenerrimum Boiss.): Sie kommt in der Türkei vor.[7]
- Holosteum umbellatum subsp. viscosissimum (Čelak.) F.Dvořák: Dieser Endemit kommt nur in der Slowakei vor.[7]

Außerdem kann noch eine besondere Varietät unterschieden werden:
- Holosteum umbellatum var. parceglandulosum: Sie tritt u. a. im pannonischen Gebiet Österreichs auf.[4]

## Bilder

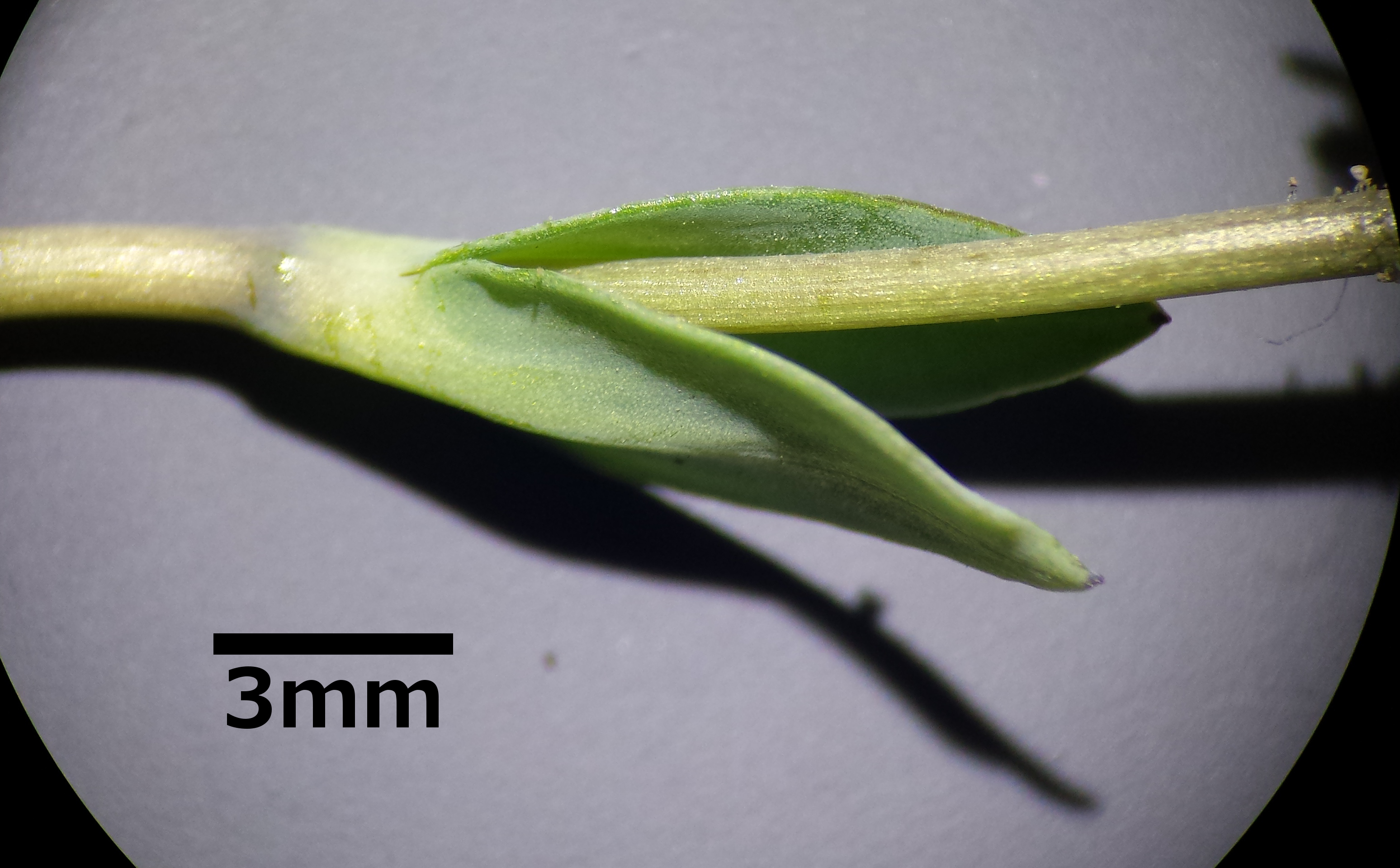
Kahle Stängelblätter von Holosteum umbellatum var. umbellatum
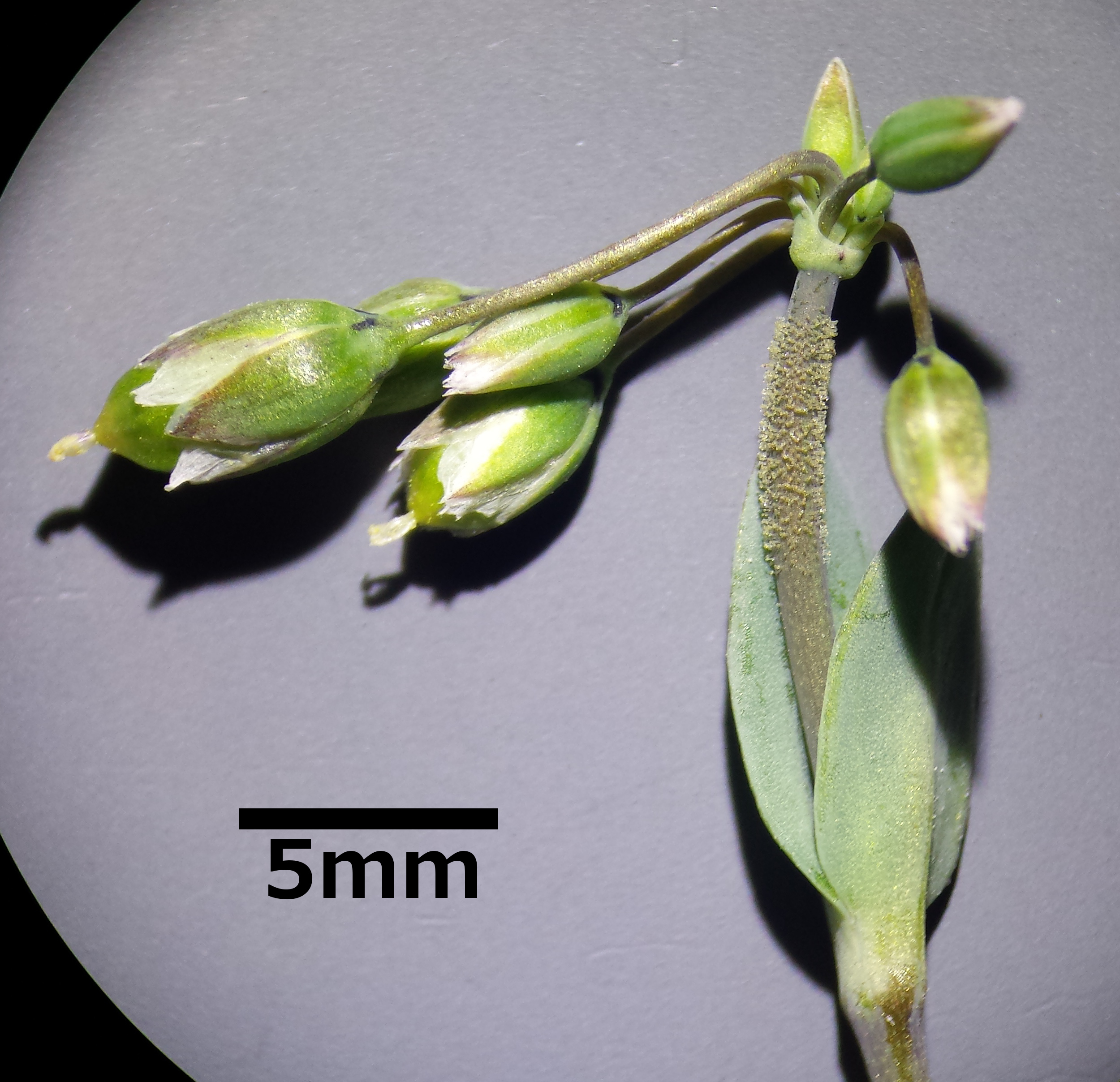
Blütenstand mit kahlen Blütenstielen und Kelchblättern von Holosteum umbellatum var. umbellatum
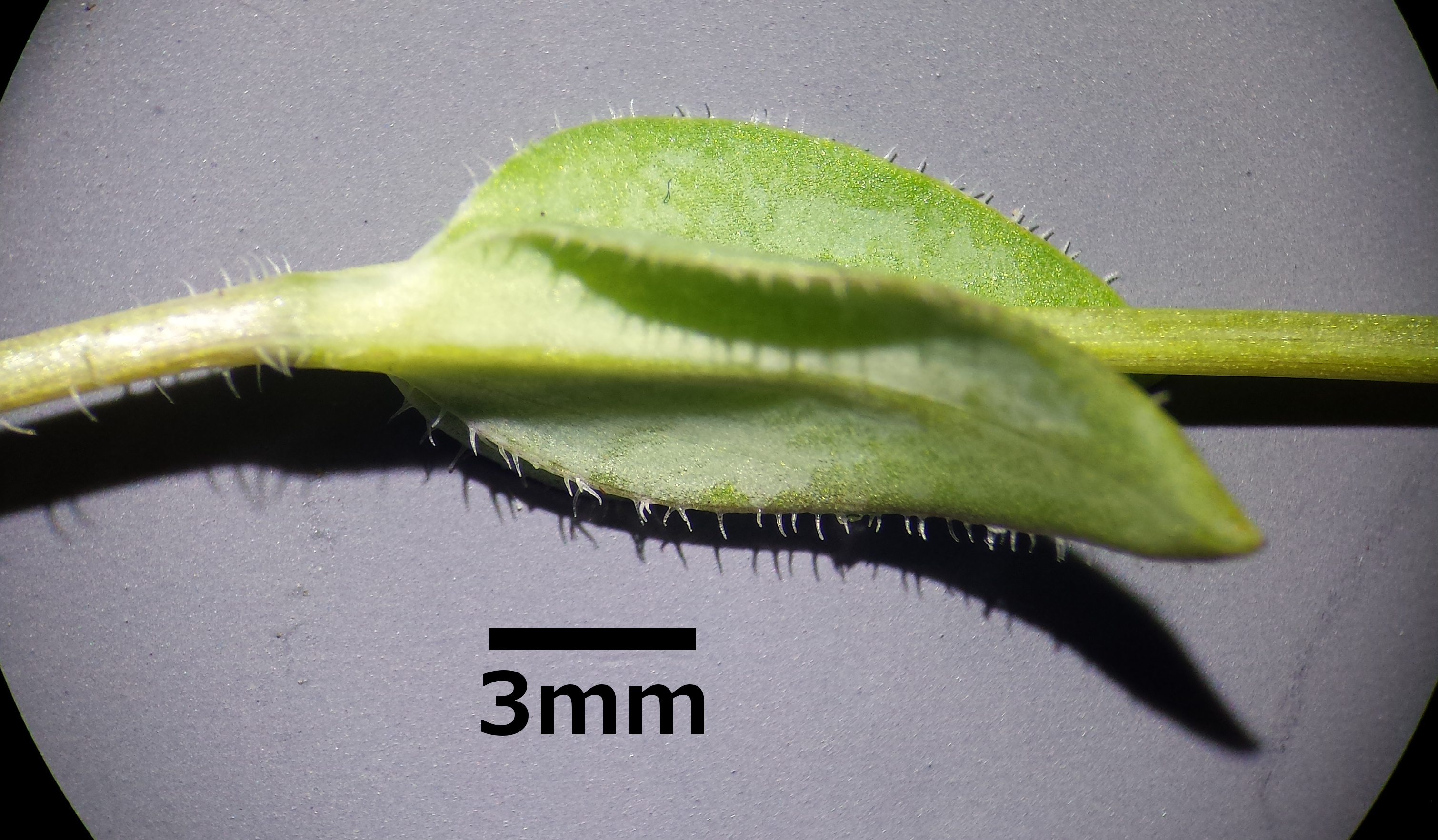
Behaarte Stängelblätter von Holosteum umbellatum var. parceglandulosum
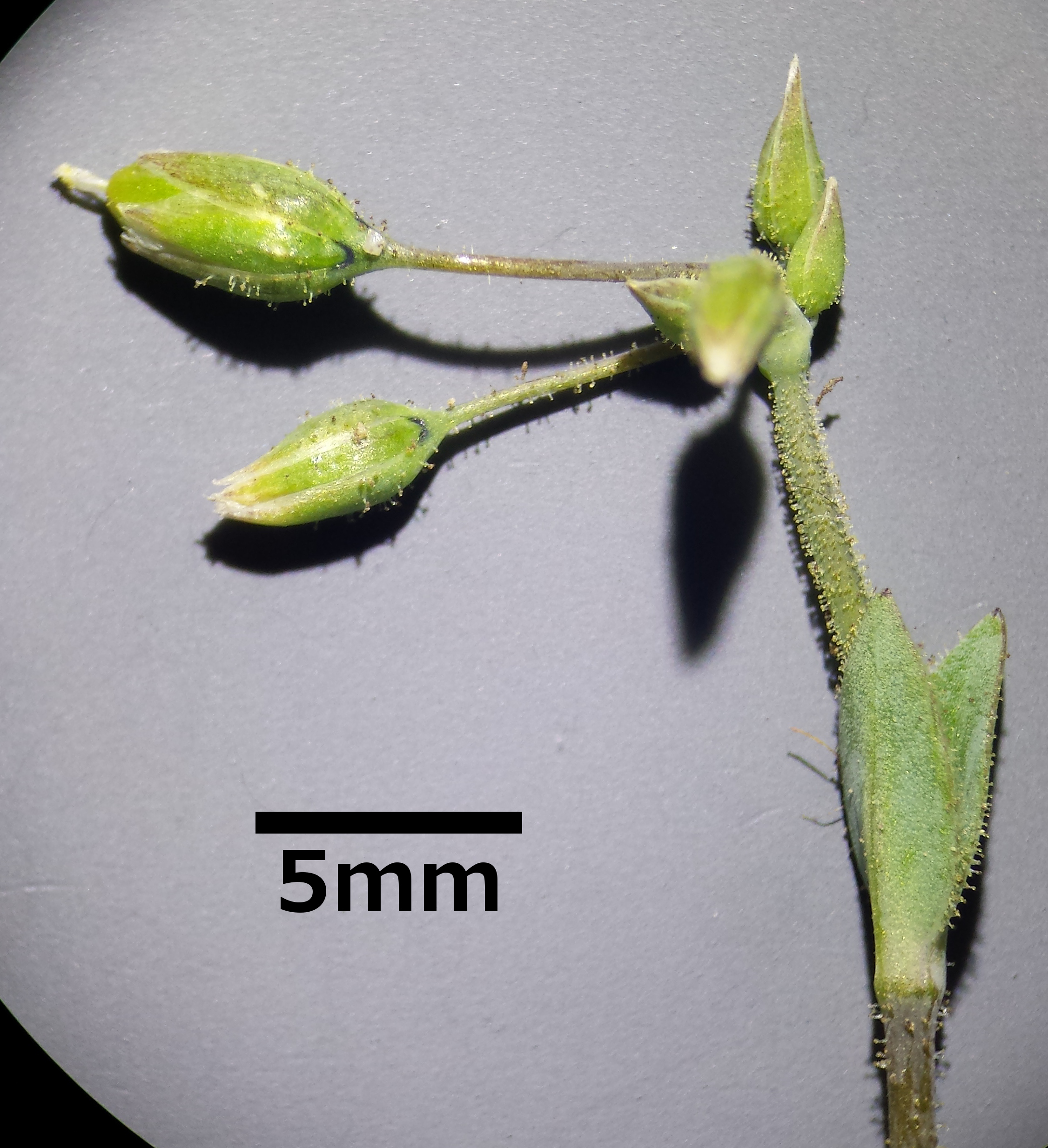
Blütenstand mit drüsenhaarigen Blütenstielen und Kelchblättern von Holosteum umbellatum var. parceglandulosum
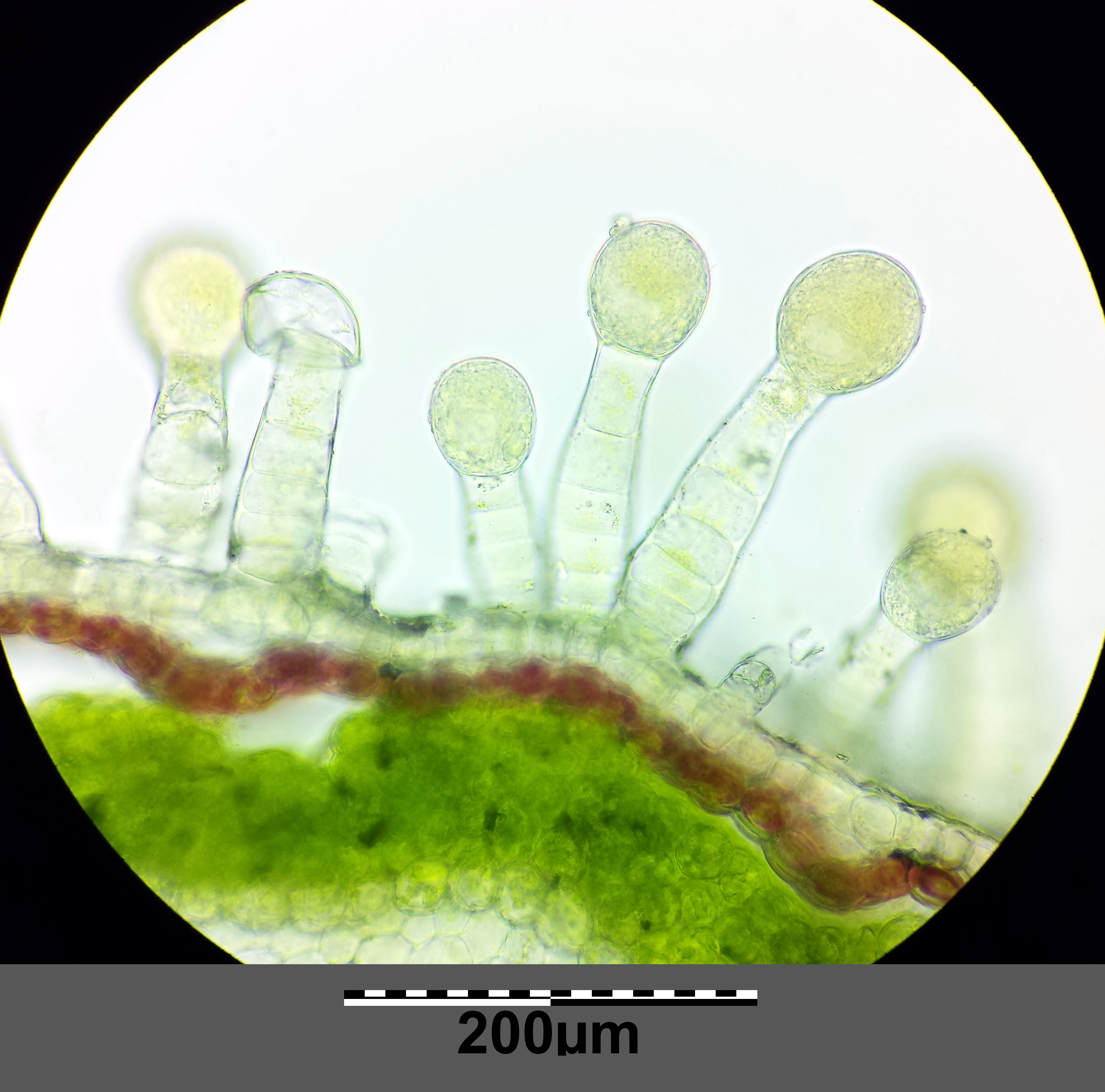
Drüsenhaare am Stängel